# Hotel Alte Herberge Weiss Kreuz

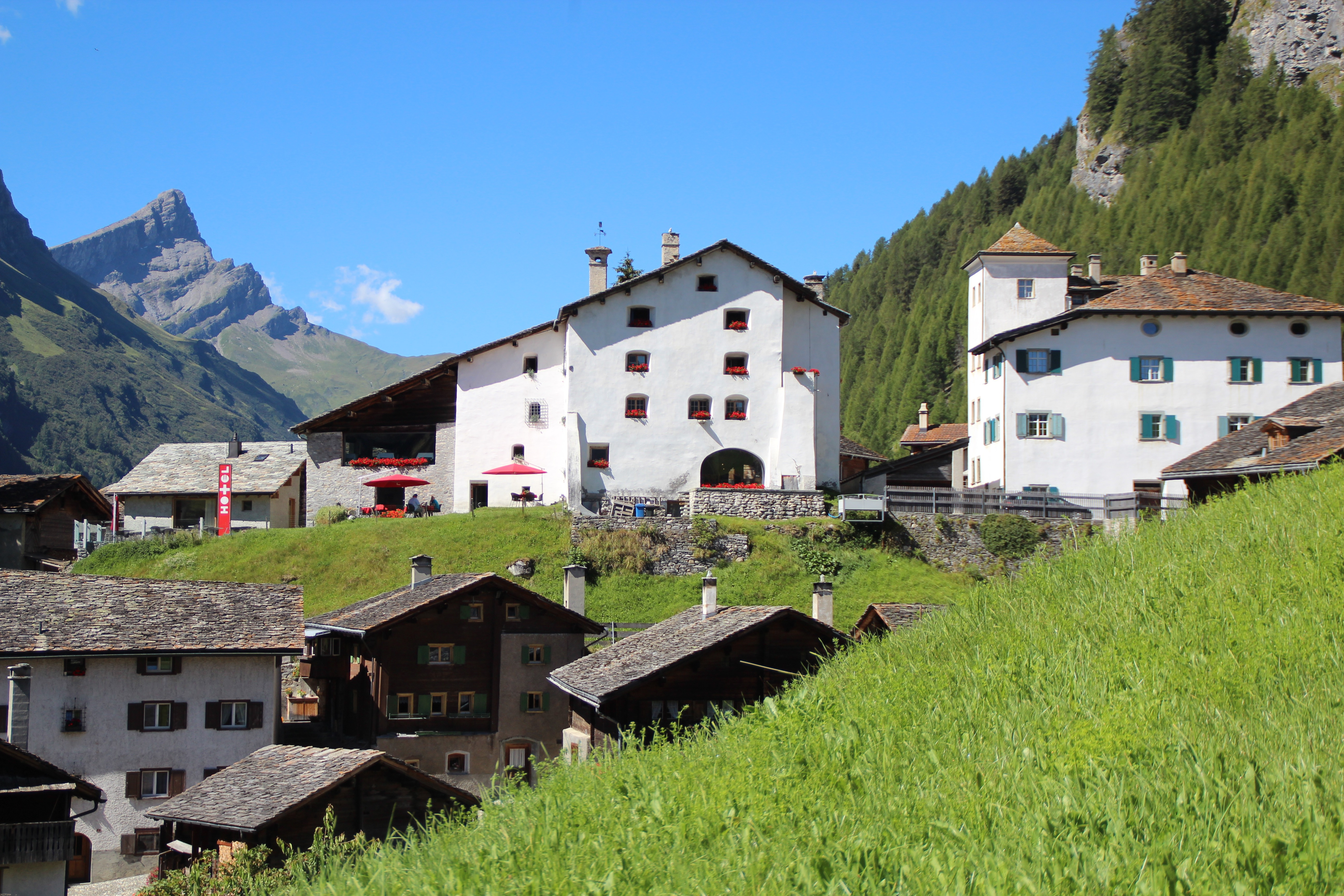
Ansicht von Osten

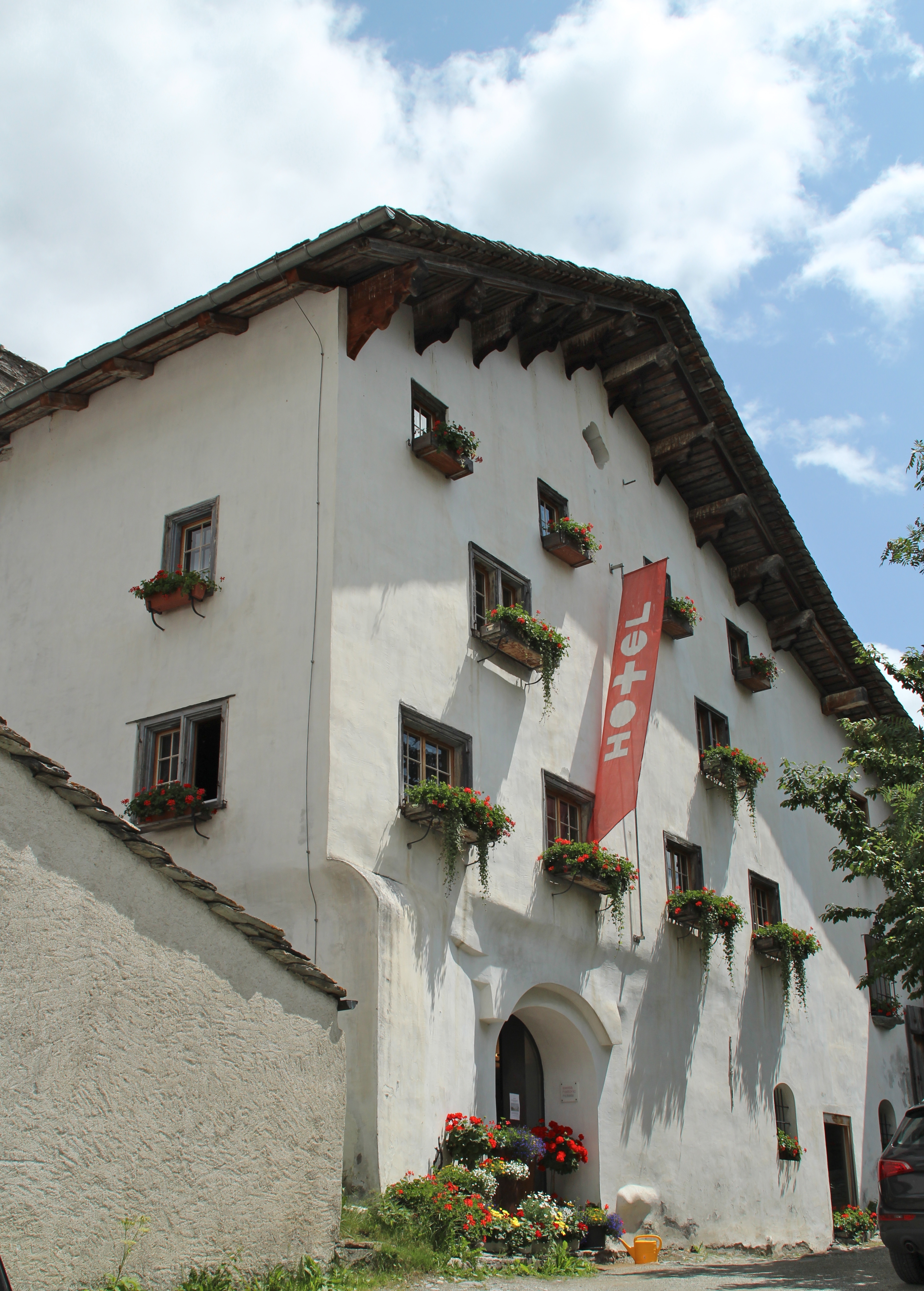
Rückseite

Das Hotel Alte Herberge Weiss Kreuz steht in Splügen im schweizerischen Kanton Graubünden. Es steht im oberen Dorfteil im alten Dorfkern und gehört zu den Swiss Historic Hotels.

## Geschichte
Die ältesten Teile der ehemaligen Säumerherberge stammen aus dem Jahr 1375; in seiner heutigen Form entstand das Haus beim Wiederaufbau nach dem Dorfbrand von 1716. Damals wurde es unter Einbezug älterer Bauteile neu erbaut. In den letzten Jahrzehnten des 20. Jahrhunderts wurde das Gebäude nicht mehr unterhalten und war unbewohnbar geworden.
1998 bis 2001 wurde das Haus restauriert und zu einem Hotel umgebaut. Die Bausubstanz der 16 Zimmer wurde weitgehend erhalten, mit moderner Architektur ergänzt und individuell gestaltet. Zahlreiche Türen, Fenster und Täfer aus dem frühen 18. Jahrhundert sind erhalten geblieben. Die ehemalige offene Einfahrt für die Saumtiere dient heute als Eingangsbereich, das Restaurant ist im früheren Heustall untergebracht. 2002 wurde das «Weiss Kreuz» für sanfte, denkmalpflegerische Renovation als «Historisches Hotel des Jahres 2002» ausgezeichnet.

## Baugeschichte

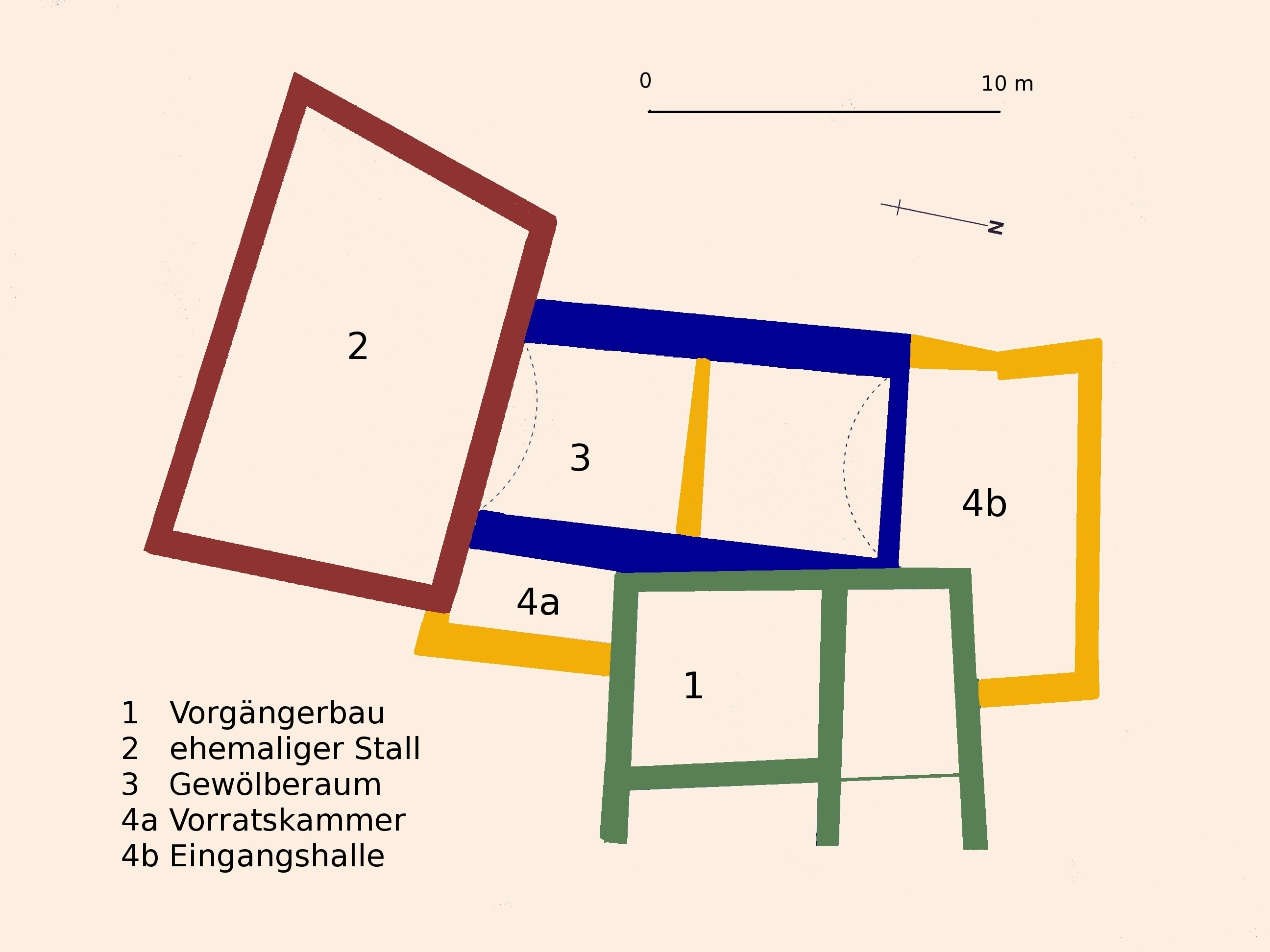
Plan der verschiedenen Bauphasen

Bei einer von Augustin Carigiet von der Denkmalpflege Graubünden durchgeführten baugeschichtlichen Untersuchung wurden vier Bauphasen festgestellt:
- Die ältesten Gebäudeteile sind die beiden unterirdischen Keller und die darüber liegenden Gebäudeteile im Osten der Anlage. Der östliche Teil dieses Baus lag ausserhalb des heutigen Gebäudes.
- Südwestlich davon entstand ein freistehender Stall. Er wurde beim Dorfbrand 1716 zerstört und auf den gleichen Grundmauern wieder aufgebaut.[3]
- Der Vorgängerbau, der heutige Hauptteil des Hauses, wurde durch einen grossen Gewölberaum mit dem Stall verbunden.
- Nach dem Dorfbrand erhielt die Anlage ihre heutige Form. Im Osten des Gewölberaumes wurde zwischen Stall und Hauptgebäude ein Vorratsraum angebaut, im Norden entstand eine geräumige Eingangshalle mit einer seitlichen Einfahrt für die Wagen der Säumer.